# The High Tide of Misfortune
The High Tide of Misfortune è un cortometraggio muto del 1913. Non si conosce il nome del regista del film prodotto dalla Edison, decimo episodio del serial cinematografico What Happened to Mary?, considerato il primo serial della storia del cinema girato negli Stati Uniti, che aveva come protagonista Mary Fuller.

## Trama
Sebbene Mary fosse riuscita a sfuggire alla trappola di Pearl, questi non aveva informato i Craig della sua fuga. Così, quando riceve una lettera dove gli si chiede di tenere prigioniera Mary se vuole guadagnarsi il suo premio di diecimila dollari, Pearl si dà subito da fare per rintracciare la ragazza e quando i Craig, fatti rilasciare dal loro avvocato per una ragione di habeas corpus, si presentano da lui, racconta che la ragazza si nasconde tra quelli dell'Esercito della Salvezza. I Craig, dopo aver piantato in asso Pearl, trovano infatti sul molo Mary che vende dei War Cries. La fanno salire su una goletta adducendo il pretesto della malattia di uno dei marinai. Dopo diversi giorni di navigazione, la goletta getta l'ancora nelle acque di Martha's Vineyard. Mary si imbatte nella vecchia domestica che le porta i pasti: la donna viene legata e imbavagliata e la ragazza esce furtivamente dalla cabina. In lontananza, vede un faro e, a poppa, una barchetta che segue l'imbarcazione principale. Si arrampica su un lato, lasciandosi cadere nella barchetta e si allontana remando verso il faro. Dopo alcune ore, viene avvistata dal guardiano del faro.

## Produzione
Il film - girato nel Massachusetts, a Martha's Vineyard - fu prodotto dalla Edison Company.

## Distribuzione
Distribuito dalla General Film Company, il film - un cortometraggio in una bobina - uscì nelle sale cinematografiche statunitensi il 25 aprile 1913.